# Café salé
Café salé est un site web francophone créé en septembre 2002, considéré aujourd'hui comme le premier portail spécialisé dans la création graphique et regroupant plusieurs milliers d'artistes (dessinateurs, photographes, peintres, infographistes, sculpteurs ou coloristes). On y référence 25 000 membres en juillet 2010. Il est principalement articulé autour d'un forum, fonctionnant sur le principe des défis ou thèmes, les œuvres pouvant être créées seules ou proposées à la collaboration. Le site contient également des galeries d'artistes.
Il est notamment fréquenté par des artistes reconnus, spécialisés dans le matte painting, la bande dessinée ou l'illustration, tels qu'Aleksi Briclot, Thomas Allart, Cathy Delanssay, Dobbs, Kness, Vincent Lévêque, Gérald Parel, etc.
Le site organise également des ateliers, des soirées de rencontre d'auteurs et publie des artbooks (livres d'art) sur les meilleurs artistes participants au forum, via la société cfsl-ink créée en collaboration avec Ankama Éditions et les artistes du forum.
De nombreux défis de speed painting (peinture rapide effectuée de 30 minutes à 1 h 30) sur des thèmes variés y sont organisés.

## Histoire
Le forum est créé en septembre 2002 par différents artistes désirant trouver un lieu d'échange. La communauté s'agrandit rapidement, comprenant des auteurs importants des domaines du dessin et peinture numériques ou traditionnels.
En 2003, Ankama Éditions s'est associé avec Café Salé et ses auteurs afin de publier des livres d'art et des bandes dessinées, la société cfsl-ink est créée.
Un premier recueil d'œuvres d'artistes fréquentant le forum sort, il est intitulé « Café salé | Artbook 01 »
En 2008, le deuxième livre d'art intitulé « Café salé | Artbook 02 » édité par Ankama sort, plus de 10 000 artistes sont alors inscrits au forum à l'initiative de Kness.
« Café salé | Artbook 04 » sort en 2010 avec des œuvres de Kness, Xavier Collette, Aleksi, Jean-Sébastien Rossbach, Crowley ou Samkat.
En 2011, à la suite du tsunami au Japon suivant un important séisme, différentes personnalités de la bande dessinée et de l'illustration décident de se réunir sur Café Salé pour vendre une série d'œuvres au bénéfice des victimes. Le projet s'appelle « Magnitude 9 - Des images pour le Japon » et récoltera 31 550 €. Dirigé par Jean-David Morvan et Sylvain Runberg, il réunira de nombreux artistes parmi lesquels on peut citer Boulet, Jean-David Morvan ou Xiao Bai (Prix international du manga 2011), Bengal, Ooshima Hiroyuki, Agnès Fouquart. Les œuvres sont exposées du 15 novembre 2011 au 14 janvier 2012 à la Médiathèque Croix-Rouge de Reims aux côtés de Les Chroniques de Sillage dont les auteurs participent également au Café salé.
Le site a fermé ses portes en 2024 et n’existe plus.[réf. nécessaire]

### Café Salé | Artbook
Réunissant plus de 150 auteurs par volumes
- 2007 : « Café Salé | Artbook 01 » ;
- 2008 : « Café Salé | Artbook 02 » ;
- 2009 : « Café Salé | Artbook 03 » ;
- 2010 : « Café Salé | Artbook 04 » ;
- 2011 : « Café Salé | Artbook 05 » ;
- 2012 : « Café Salé | Artbook 06 »
- 2013 : « Café Salé | Artbook 07 »
- 2016 : « Café Salé | Artbook 08 »

### Shuffle
Ces livres se spécialisent dans un domaine à chaque numéro.
- 2 juillet 2009, numéro 1 : « Shuffle | Speedpainting » ;
- 19 novembre 2009, numéro 2 : « Shuffle | Les Filles » ;
- 11 mars 2010, numéro 3 : « Shuffle | Carnet de croquis » ;
- 9 septembre 2010, numéro 4 : « Shuffle | Robots » ;
- 16 juin 2011, numéro 5 : « Shuffle | Character design »